# Казачий (Кореновский район)
Каза́чий — хутор в Кореновском районе Краснодарского края.
Входит в состав Платнировского сельского поселения.

## География
Хутор находится на берегах реки Кирпили, на расстоянии 8 км к югу от города Кореновск, административного центра района.

## Население
| 2002 | 2010  |
| ---- | ----- |
| 1133 | ↗1161 |

## Улицы
| - пер. Виноградный, - ул. Воронина, - пер. Гоголя, - ул. З. Космодемьянской, - ул. Заречная, | - ул. Золотарёва, - ул. Кочубея, - пер. Лиманный, - ул. Магистральная, - ул. Матросова, | - пер. Невского, - ул. Пархоменко, - ул. Степная, - пер. Школьный, - ул. Щорса. |